# Eflorescência
Eflorescências são depósitos cristalinos de cor branca que surgem na superfície do revestimento, como pisos (cerâmicos ou não), paredes e tetos, resultantes da migração e posterior evaporação de soluções aquosas salinizadas. Os depósitos acontecem quando os sais solúveis nos componentes das alvenarias, nas argamassas de emboço, de fixação, de rejuntamento ou nas placas cerâmicas são transportados pela água utilizada na construção,
na limpeza ou vinda de infiltrações, através dos poros dos componentes de revestimento. Esses sais em contato com o ar se solidificam, causando depósitos.
Em situações com ambientes constantemente molhados e com algum tipo de sais de difícil secagem, estes depósitos apresentam-se com uma “exsudação” na superfície, aparentando então a cor branca nas áreas revestidas, comprometendo os aspectos relacionados à estética. Vale ressaltar que as placas cerâmicas e a argamassa possuem vazios em seu interior, como cavidades, bolhas, poros abertos e fechados, e uma enorme rede de microcanais. A água então pode passar para o seu interior por capilaridade ou mesmo por força do gradiente hidráulico.
A Eflorescência também pode ser visualizada em utensílios produzidos à base de argila que armazenam água. É ocasionada pelos sais minerais presentes na água e ocorre devido ao alto poder de absorção da argila no momento da troca gasosa da água na parede do utensílio, neste caso o fenômeno Eflorescência contribui para que a água armazenada no utensílio permaneça fresca.